# Mothocya belonae
Mothocya belonae är en kräftdjursart som beskrevs av Bruce 1986. Mothocya belonae ingår i släktet Mothocya och familjen Cymothoidae. Inga underarter finns listade i Catalogue of Life.